# Network Information Center
Ein Network Information Center (NIC) oder eine Domain Name Registry (Pl. Registries) verwaltet eine oder mehrere Top-Level-Domains im Domain Name System. Zu den Aufgaben gehört der Betrieb der Nameserver, die Verwaltung des Namensraums und der Betrieb der Whois-Server mit Kontaktdaten der Domaininhaber. Registries vergeben Domains unterhalb einer Top-Level-Domain, allerdings nicht direkt an Endkunden, sondern über Registrare. Hintergrund hierzu ist, dass dem Endkunden (Domain-Registrant) ein Markt mit konkurrierenden Registraren eröffnet wird. Einige NICs bieten neben ihren Registry-Aufgaben auch Registrar-Dienstleistungen an, zum Beispiel DENIC.
Die Internet Assigned Numbers Authority (IANA) ist die höchste Autorität für die Vergabe von Namen und Nummern im Internet. Ihre Funktion wird seit 1998 von der Internet Corporation for Assigned Names and Numbers (ICANN) durchgeführt. Die ICANN überwacht und delegiert die Registry-Aufgaben der Top-Level-Domains an eigenständige Organisationen. Zu unterscheiden sind dabei generic Top-Level-Domains (gTLD) und country-code Top-Level-Domains (ccTLD). Registries von gTLDs erhalten strikte Vorgaben von der ICANN, während ccTLD-Registries unter Hinweis auf die staatliche Souveränität mehr Freiheiten haben. Die einflussreichste Registry ist die Firma VeriSign, die unter anderem die TLDs .com und .net betreibt.
NIC-Beispiele für gTLD (generic Top-Level-Domain):
- VeriSign (für .com, .net, .cc, .name, .tv)
- Public Interest Registry (für .org)
- Afilias Limited (für .info)

NIC-Beispiele für ccTLD (country-code Top-Level-Domain):
- DENIC (für .de)
- SWITCH (für .ch und .li)
- nic.at (für .at)
- AFNIC (für .fr)
- ESNIC (für .es)
- EURid (für .eu)

NIC-Beispiele für nTLDs (new Top-Level-Domains):
- nicSaarland (für .saarland)
- dotBerlin (für .berlin)

Daneben gibt es noch einige Network Information Center, die sich als Alternative zur ICANN sehen und die Root-Zone selbst betreiben. Dazu gehört etwa OpenNIC, das die Root-Zone von der ICANN kopiert und um eigene Top-Level-Domains ergänzt.